# Danis athanetus
Danis athanetus är en fjärilsart som beskrevs av Hans Fruhstorfer 1915. Danis athanetus ingår i släktet Danis och familjen juvelvingar. Inga underarter finns listade i Catalogue of Life.